# Heißer Draht (Spiel)

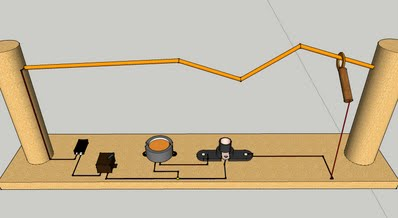
Darstellung des Heißen Drahtes

Heißer Draht ist ein Geschicklichkeitsspiel. Ziel ist es, eine Drahtöse so schnell wie möglich über einen gebogenen Draht zu führen, ohne diesen mit der Öse zu berühren. Öse und Draht sind dabei an eine Spannungsquelle angeschlossen und bilden einen unterbrochenen Stromkreis. Wird der Draht berührt, so schließt sich der Stromkreis und es ertönt ein Ton und/oder ein Licht leuchtet auf, womit der Spieldurchgang als verloren gilt.